# Horatio Carslaw
Horatio Carslaw   (Helensburgh, 12 de febrer de 1870 - Burradoo, 11 de novembre de 1954) va ser un matemàtic escocès professor de la Universitat de Sydney.

## Vida i obra
Carslaw va fer els estudis secundaris a la Glasgow Academy abans d'entrar el 1887 a la universitat de Glasgow en la qual es va graduar el 1890 obtenint una beca que li va permetre continuar estudis de matemàtiques i física al Emmanuel College de la universitat de Cambridge, on va obtenir la quarta posició en els exàmens de matemàtiques de 1894.
El 1896 va retornar a Glasgow, com a professor de matemàtiques, on va romandre fins al 1903, excepte el curs 1896-97 en que va ampliar estudis a Roma, Palerm, sobre tot, a la universitat de Göttingen en la qual va ser un dels primers deixebles d'Arnold Sommerfeld. El 1903 va prendre possessió de la càtedra de matemàtiques de la universitat de Sydney (Austràlia), que va mantenir fins a la seva jubilació el 1935, sent reemplaçat per Thomas Room.
Els treballs més destacables de Carslaw són el seu llibre de text de 1906 Introduction to the theory of Fourier's series and integrals, sobre les sèries de Fourier i que es va convertir en el llibre estàndard sobre el tema, i el seu llibre de 1941 Operational methods in applied mathematics, escrit conjuntament amb John Conrad Jaeger, i que va ser el primer text en anglès sobre el modern punt de vista de la transformació de Laplace. També va publicar articles sobre altres temes del seu interès com la geometria no euclidiana o la història del logaritme neperià.